# Лисковац (Градишка)
Лисковац је насељено мјесто на подручју града Градишка, Република Српска, БиХ. Према попису становништва из 1991. у насељу је живјело 1.476 становника.

## Становништво
| Националност       | 1991.          | 1981.        | 1971.        |
| Муслимани          | 1.069 (72,86%) | 793 (61,04%) | 748 (78,32%) |
| Срби               | 312 (21,26%)   | 245 (18,86%) | 174 (18,21%) |
| Хрвати             | 17 (1,15%)     | 7 (0,53%)    | 17 (1,78%)   |
| Југословени        | 44 (2,99%)     | 221 (17,01%) | 0            |
| остали и непознато | 25 (1,70%)     | 33 (2,54%)   | 16 (1,67%)   |
| Укупно             | 1.467          | 1.299        | 955          |

| Демографија | Демографија | Демографија |
| Година      | Становника  | Становника  |
| ----------- | ----------- | ----------- |
| 1961.       | 539         |             |
| 1971.       | 955         |             |
| 1981.       | 1.299       |             |
| 1991.       | 1.472       |             |